# Железнодорожная линия Рига — Эргли
Железнодорожная линия Рига — Эргли — закрытая для движения и на большей части разобранная железнодорожная линия, протяжённостью 97.5 километра. Это тупиковая линия. В 2007 году была разобрана линия Сауриеши — Эргли, и на оставшемся участке осуществляются только грузовые перевозки с максимальной разрешённой скоростью 25 км/ч.
Подвижной состав, обслуживавший линию, состоял из дизельных поездов ДР1А и ДР1П, а также мотрисы АР2.

## Закрытые проекты
- Электрификация: В Советское время эта линия была в проекте электрификации. И не только для пассажирских перевозок, также планировалось использовать линию как испытательный полигон для скоростных электропоездов. Но для этого потребовался бы полный капитальный ремонт и укладка 2-го пути.

- Продление: Эта линия является тупиковой, однако существовал проект продления железнодорожной линии до города Мадона, восстановление разобранного участка Мадона — Лубана, и продление его до Карсавы. Целью проекта было сокращение пути для товарных поездов и пассажирского поезда Рига — Санкт Петербург.

### Причины закрытия
Линия была в очень плачевном состоянии, нуждалась в полном капитальном ремонте путей. Пассажиропоток падал, в последнее время на этой линии курсировало всего 2 пары поездов в сутки: АР2 и двухвагонный ДР1П. Скорость поездов не превышала 40-50 км/ч. Путь в 97,5 км занимал 4 часа.
Проводился также неофициальный веломарафон, участники которого соревновались в скорости с поездом от Риги до Эргли. И велосипедисты приезжали первыми.
Поводом для закрытия линии послужило столкновение грузовика и единственной на этой линии автомотрисы АР2 недалеко от Цекуле.

## Станции и остановочные пункты
В настоящее время на оставшемся от линии участке Рига — Сауриеши осуществляются только грузовые перевозки.
До демонтажа на линии имелось 24 станции.
Рига: Рига, Вагону паркс, Яняварты, Рига Пречу.
Стопиньский край: Ацоне, Сауриеши
Разобрано:
Стопиньский край: Цекуле, Яунцекуле
Гаркалнский край: Кивули, Баяри, Кангари, Ремине, Аугшциемс
Малпилский край: Карде, Сидгунда
Огрский край: Сунтажи, Кастране, Ватране, Кейпене, Платере, Таурупе, Личупе, Балтава,
Эргльский край: Роплайни, Эргли